# Три билборда на границе Эббинга, Миссури
«Три билборда на границе Эббинга, Миссури» (англ. Three Billboards Outside Ebbing, Missouri) — британско-американский драматический фильм режиссёра Мартина Макдонаха. Релиз в США состоялся 10 ноября 2017 года, в Великобритании фильм вышел на экраны 12 января 2018 года.
В сентябре 2017 года Мартин Макдонах получил награду Венецианского кинофестиваля «Золотая Озелла» за лучший сценарий. 7 января 2018 года фильм выиграл 4 премии «Золотой глобус»: лучший фильм — драма, лучшая актриса в драматическом фильме (Фрэнсис Макдорманд), лучший актёр второго плана (Сэм Рокуэлл), лучший сценарий (Мартин Макдонах). 4 марта 2018 года фильм выиграл 2 премии «Оскар» в категориях «Лучшая актриса» (Фрэнсис Макдорманд) и «Лучший актёр второго плана» (Сэм Рокуэлл).

## Сюжет
В вымышленном городе Эббинг, штат Миссури, Милдред Хейс (Фрэнсис Макдорманд) оплакивает изнасилование и убийство своей дочери-подростка Анджелы, совершённые несколькими месяцами ранее. Раздражённая отсутствием прогресса в расследовании, Милдред арендует три заброшенных билборда возле своего дома и размещает на них сообщения: «Изнасилована, пока умирала», «Все ещё нет арестов?» и «Как так случилось, шериф Уиллоуби?» Рекламные щиты расстроили горожан, в том числе шерифа Билла Уиллоуби (Вуди Харрельсон) и полицейского Джейсона Диксона (Сэм Рокуэлл), расиста и алкоголика. Ни для кого не секрет, что Билл страдает от неизлечимого рака поджелудочной железы, что также добавляет недовольства по поводу билбордов. Несмотря на оскорбления и угрозы, а также возражения со стороны сына Робби, Милдред по-прежнему полна решимости отстаивать идею с рекламными щитами.
Хотя Билл с пониманием относится к разочарованию Милдред, он считает рекламные щиты нечестным поступком по отношению к нему самому. Раздражённый её неуважением к авторитету шерифа, Диксон угрожает бизнесмену Рэду Уэлби, который сдал в аренду билборды Милдред, и арестовывает её подругу и коллегу Дени́с по обвинению в хранении марихуаны. Милдред также посещает бывший муж по имени Чарли, который обвиняет её в смерти Анджелы.
Милдред посещает дантиста, который в процессе приёма неявно угрожает ей. В ответ она просверливает бормашиной ему палец. Билл вызывает Милдред в связи с этим случаем, но во время допроса кашляет кровью и попадает в больницу. Он выходит из больницы вопреки медицинским показаниям и проводит идиллический день со своей женой Энн и их двумя дочерьми, а затем совершает самоубийство, чтобы избавить свою семью от боли наблюдения, как он умирает от рака. Билл оставляет записки о самоубийстве для нескольких человек, включая Милдред, в которой объясняет, что она не виновата в его самоубийстве. Также он тайно оплатил рекламные щиты на месяц, предвкушая неприятности, которые ей это принесёт, и надеется, что полиция будет держать убийство в поле зрения. Диксон реагирует на известие о смерти Билла, нападая на Уэлби и выбрасывает его из окна. Свидетелем этого происшествия становится новый шериф Аберкромби, который увольняет Диксона. Тем временем Милдред угрожает незнакомец в её магазине.
Рекламные щиты уничтожены в результате поджога. Милдред принимает ответные меры, бросая коктейль Молотова в полицейский участок, в котором, по её мнению, ночью никого нет. Однако там находится Диксон, который читает адресованное ему письмо Билла, в котором тот советует отпустить ненависть и научиться любить как единственный способ исполнить своё желание стать детективом. Диксон сбегает с материалами дела Анджелы, но получает серьёзные ожоги. Джеймс (Питер Динклэйдж), знакомый Милдред, становится свидетелем происшествия и гасит горящую одежду Диксона. Позже он обеспечивает Милдред алиби, утверждая, что они были у него дома во время инцидента. Диксона лечат от ожогов и помещают в ту же больничную палату, что и Уэлби, перед которым он извиняется.
Джером, работник рекламной компании, сообщает Милдред о наличии дубликатов плакатов, сделанных на случай возможных ошибок. Она использует их, чтобы восстановить плакаты.
Выписанный из больницы Диксон подслушивает человека, который угрожал Милдред в магазине. Тот хвастается в баре, что изнасиловал и убил девушку таким же способом, как это случилось с дочерью Милдред. Бывший полицейский записывает автомобильные номера штата Айдахо, затем провоцирует драку, царапая мужчине лицо, тем самым получая образец его ДНК. Тем временем Милдред идёт на свидание с Джеймсом, чтобы поблагодарить его за алиби. Заходит Чарли со своей 19-летней подругой Пенелопой (Самара Уивинг), издевается над Джеймсом и признаётся, что сжёг рекламные щиты, будучи пьяным. Джеймс чувствует, что Милдред пошла с ним на свидание из жалости, и сердито уходит. Милдред, припрятав за спиной бутылку шампанского, подумывает напасть на Чарли, но затем говорит, чтобы он хорошо относился к Пенелопе, ставит бутылку им на стол и уходит.
Аберкромби сообщает Диксону, что образец ДНК не совпадает с тем, который был обнаружен на теле Анджелы, и что этот человек находился за границей на военной службе девять месяцев назад. Диксон приходит к выводу, что мужчина должен быть виновен в каком-то другом изнасиловании и убийстве, и присоединяется к Милдред в поездке в Айдахо, чтобы убить его. По дороге Милдред признается Диксону, что подожгла полицейский участок; он отвечает: «Кто, черт возьми, ещё это мог быть?». Они оба выражают неуверенность в своей миссии и соглашаются по пути решить, что делать дальше.

## В ролях
| Актёр              | Роль                             |
| ------------------ | -------------------------------- |
| Фрэнсис Макдорманд | Милдред Хейз                     |
| Сэм Рокуэлл        | офицер Джейсон Диксон            |
| Вуди Харрельсон    | шериф Билл Уиллоуби              |
| Джон Хоукс         | Чарли                            |
| Самара Уивинг      | подруга Чарли Пенелопа           |
| Питер Динклэйдж    | Джеймс                           |
| Эбби Корниш        | Энн Уиллоуби                     |
| Калеб Лэндри Джонс | рекламщик Рэд                    |
| Керри Кондон       | Памела                           |
| Кэтрин Ньютон      | Анджела Хейз                     |
| Лукас Хеджес       | Робби Хейз                       |
| Желько Иванек      | дежурный сержант Седрик Коннолли |

| |  |  |  |  |
| Актёрский состав: Фрэнсис Макдорманд, Сэм Рокуэлл, Вуди Харрельсон, Питер Динклэйдж, Калеб Лэндри Джонс |  |  |  |  |

## Производство
В сентябре 2015 года Мартин Макдонах сообщил в интервью The Guardian, что собирается выступить в качестве режиссёра и сценариста для своего нового фильма «Три билборда на границе Эббинга, Миссури». Главную роль сыграет Фрэнсис Макдорманд. 9 февраля 2016 года стало известно, что съёмки фильма начнутся весной 2016 года и будут финансироваться компаниями Film4 Productions и Fox Searchlight Pictures. 9 марта 2016 года к актёрскому составу присоединились Вуди Харрельсон и Сэм Рокуэлл. 15 марта 2016 года к составу присоединились Эбби Корниш и Калеб Лэндри Джонс. 7 апреля 2016 года присоединились Питер Динклэйдж, Джон Хоукс и Лукас Хеджес. 13 июня 2016 года присоединилась Кэтрин Ньютон. 3 мая 2016 года было объявлено, что съёмки фильма начались в Силве, Северная Каролина. Съёмки длились 33 дня.

## Удалённые сцены
Несколько сцен, не попавших в финальную версию, были опубликованы на Blu-Ray издании фильма:
- Толпа журналистов встречает шерифа Уиллоуби у отделения полиции — их интересуют билборды, и заявления Милдред о том, что полицейские несправедливы к чернокожим. Один из журналистов спрашивает, правда ли, что у шерифа рак — испугавшись вопроса, Уиллоуби заходит в участок.
- Милдред идёт по городу, и ей угрожают местные жители. Женщина говорит, что если кто-то попытается снять билборды, она их убьёт. За Милдред заступается чернокожий юноша Джером, который устанавливал билборды. За этим из окна своего офиса наблюдает Рэд.
- Диксон тянет время с Денис, держа её в комнате для допросов. Женщина спрашивает: когда Уиллоуби умрёт из-за рака, новым шерифом станет он — Диксон? Мужчина говорит, что ему не хочется об этом думать. Денис отвечает, что ей тоже.
- Пьяный Диксон выпивает в баре, а его владелец Тони просит Диксона уйти, так как скоро закрытие. Там же находятся Джером и Джеймс. Диксон спрашивает Джерома, не встречались ли они где-то раньше? Джером отвечает, что Диксон всё равно бы не запомнил этого. Джером показывает Диксону фокус, доставая его наручные часы из-за уха Диксона. Джером уходит, а Диксон говорит ему вслед что мог бы арестовать юношу за воровство, если бы он все ещё был полицейским.
- Пьяный Диксон возвращается домой — он целует свою мать в лоб, потом ложится в соседнюю кровать. Проснувшись, женщина спрашивает, сложил ли он одежду. Диксон говорит, что от неё пахнет. Тогда женщина задаёт ещё один вопрос — не сделал ли Диксон чего плохого. Диксон спрашивает в ответ, не имеет ли она в виду секс с уличной женщиной. Затем он говорит, что однажды приведёт такую женщину в дом и заканчивает фразой: «Вот ты обалдеешь».

## Саундтрек
Автором большинства композиций является Картер Бёруэлл.
Список композиций
| №   | Название                                                | Исполнитель                                                                  | Длительность |
| --- | ------------------------------------------------------- | ---------------------------------------------------------------------------- | ------------ |
| 1.  | «Mildred Goes to War»                                   |                                                                              | 1:24         |
| 2.  | «The Deer»                                              |                                                                              | 2:09         |
| 3.  | «Buckskin Stallion Blues»                               | Таунс Ван Зандт                                                              | 3:04         |
| 4.  | «A Cough of Blood, A Dark Drive»                        |                                                                              | 2:38         |
| 5.  | «I've Been Arrested»                                    |                                                                              | 0:40         |
| 6.  | «Fruit Loops»                                           |                                                                              | 1:32         |
| 7.  | «His Master's Voice»                                    | Monsters of Folk                                                             | 4:51         |
| 8.  | «Billboards on Fire»                                    |                                                                              | 2:25         |
| 9.  | «Slippers»                                              |                                                                              | 1:22         |
| 10. | «Martha (opera in 4 Acts), Act II: Last Rose of Summer» | Фридрих фон Флотов, Рене Флеминг, Джеффри Тейт и Английский камерный оркестр | 4:54         |
| 11. | «My Dear Anne»                                          |                                                                              | 2:37         |
| 12. | «Walk Away Renee»                                       | The Four Tops                                                                | 2:46         |
| 13. | «Billboards Are Back»                                   |                                                                              | 1:25         |
| 14. | «Collecting the Samples»                                |                                                                              | 1:16         |
| 15. | «Sorry Welby»                                           |                                                                              | 1:45         |
| 16. | «Blessed Are»                                           | Джоан Баэз                                                                   | 3:25         |
| 17. | «Countermove»                                           |                                                                              | 1:59         |
| 18. | «Can't Give Up Hope»                                    |                                                                              | 0:33         |
| 19. | «Buckskin Stallion Blues»                               | Эми Аннелл                                                                   | 3:21         |

## Релиз
23 марта 2017 года вышел первый трейлер фильма. Релиз в США был изначально намечен на 13 октября 2017 года. В июне стало известно, что релиз перенесён на 10 ноября. До полноценного выхода фильм был показан на 74-м Венецианском кинофестивале и 42-м Кинофестивале в Торонто.

## Отзывы критиков
Оуэн Глейберман из Variety похвалил фильм, отметив игру Фрэнсис Макдорманд. Также он высоко оценил игру Сэма Рокуэлла, назвав её «откровением». Стив Понд из TheWrap похвалил Мартина Макдонаха за сценарий фильма, назвав его «очень забавным, очень жестоким и удивительно трогательным».
Некоторые (например, Уэсли Моррис из The New York Times) критиковали Макдонаха за нереалистичное изображение маленького американского городка. Тим Паркс из The New Yorker писал, что фильм «лишён какого-либо отдалённо честного наблюдения за обществом, которому он призван служить».

## Награды и номинации
| Награды и номинации фильма «Три биллборда на границе Эббинга, Миссури» | Награды и номинации фильма «Три биллборда на границе Эббинга, Миссури»       | Награды и номинации фильма «Три биллборда на границе Эббинга, Миссури» | Награды и номинации фильма «Три биллборда на границе Эббинга, Миссури» | Награды и номинации фильма «Три биллборда на границе Эббинга, Миссури» |
| Премия                                                                 | Категория                                                                    | Имя                                                                    | Результат                                                              |                                                                        |
| ---------------------------------------------------------------------- | ---------------------------------------------------------------------------- | ---------------------------------------------------------------------- | ---------------------------------------------------------------------- | ---------------------------------------------------------------------- |
| Премия «Золотой трейлер» 2017                                          | Лучшее движение/Лучшая графика                                               | Fox Searchlight Pictures                                               | Номинация                                                              |                                                                        |
| 74-й Венецианский кинофестиваль                                        | Лучший сценарий                                                              | Мартин Макдонах                                                        | Победа                                                                 |                                                                        |
| 74-й Венецианский кинофестиваль                                        | «Золотой лев»                                                                | Мартин Макдонах                                                        | Номинация                                                              |                                                                        |
| Кинофестиваль в Торонто 2017                                           | Торжественные или специальные презентации (Приз зрительских симпатий)        | Мартин Макдонах                                                        | Победа                                                                 |                                                                        |
| Кинофестиваль в Цюрихе 2017                                            | Лучший международный художественный фильм                                    | Мартин Макдонах                                                        | Номинация                                                              |                                                                        |
| Кинофестиваль в Гамбурге 2017                                          | Sichtwechsel Film Award                                                      | Мартин Макдонах                                                        | Номинация                                                              |                                                                        |
| 65-й кинофестиваль в Сан-Себастьяне                                    | Приз зрительских симпатий                                                    | Мартин Макдонах                                                        | Победа                                                                 |                                                                        |
| Гентский международный кинофестиваль 2017                              | Гран-при (Лучший фильм)                                                      | Мартин Макдонах                                                        | Номинация                                                              |                                                                        |
| Кинофестиваль в Лидсе 2017                                             | Приз зрительских симпатий                                                    | Мартин Макдонах                                                        | Победа                                                                 |                                                                        |
| Кинофестиваль в Денвере 2017                                           | Приз зрительских симпатий. Художественный фильм                              | Мартин Макдонах                                                        | Победа                                                                 |                                                                        |
| Hollywood Film Awards 2017                                             | Лучшая мужская роль второго плана                                            | Сэм Рокуэлл                                                            | Победа                                                                 |                                                                        |
| Camerimage 2017                                                        | Приз зрительских симпатий                                                    | Бен Дэвис                                                              | Победа                                                                 |                                                                        |
| Camerimage 2017                                                        | Лучший фильм. Основной конкурс                                               | Бен Дэвис                                                              | Номинация                                                              |                                                                        |
| Los Angeles Film Critics Association Awards 2017                       | Лучшая мужская роль второго плана                                            | Сэм Рокуэлл                                                            | Номинация                                                              |                                                                        |
| Los Angeles Film Critics Association Awards 2017                       | Лучший сценарий                                                              | Мартин Макдонах                                                        | Номинация                                                              |                                                                        |
| Los Angeles Film Critics Association Awards 2017                       | Лучшая женская роль                                                          | Фрэнсис Макдорманд                                                     | Номинация                                                              |                                                                        |
| Общество кинокритиков Детройта 2017                                    | Лучший фильм                                                                 |                                                                        | Номинация                                                              |                                                                        |
| Общество кинокритиков Детройта 2017                                    | Лучшая женская роль                                                          | Фрэнсис Макдорманд                                                     | Победа                                                                 |                                                                        |
| Общество кинокритиков Детройта 2017                                    | Лучшая мужская роль второго плана                                            | Сэм Рокуэлл                                                            | Номинация                                                              |                                                                        |
| Общество кинокритиков Детройта 2017                                    | Лучший ансамбль                                                              |                                                                        | Номинация                                                              |                                                                        |
| Общество кинокритиков Детройта 2017                                    | Прорыв                                                                       | Калеб Лэндри Джонс                                                     | Номинация                                                              |                                                                        |
| Общество кинокритиков Детройта 2017                                    | Лучший сценарий                                                              | Мартин Макдонах                                                        | Победа                                                                 |                                                                        |
| Washington D.C. Area Film Critics Association Awards 2017              | Лучший фильм                                                                 |                                                                        | Номинация                                                              |                                                                        |
| Washington D.C. Area Film Critics Association Awards 2017              | Лучшая женская роль                                                          | Фрэнсис Макдорманд                                                     | Победа                                                                 |                                                                        |
| Washington D.C. Area Film Critics Association Awards 2017              | Лучшая мужская роль второго плана                                            | Сэм Рокуэлл                                                            | Победа                                                                 |                                                                        |
| Washington D.C. Area Film Critics Association Awards 2017              | Лучший актёрский ансамбль                                                    |                                                                        | Победа                                                                 |                                                                        |
| Washington D.C. Area Film Critics Association Awards 2017              | Лучший оригинальный сценарий                                                 | Мартин Макдонах                                                        | Номинация                                                              |                                                                        |
| Washington D.C. Area Film Critics Association Awards 2017              | Лучшая музыка к фильму                                                       | Картер Бёруэлл                                                         | Номинация                                                              |                                                                        |
| Премия британского независимого кино (2017)                            | Лучший британский независимый фильм                                          |                                                                        | Номинация                                                              |                                                                        |
| Премия британского независимого кино (2017)                            | Лучший сценарий                                                              | Мартин Макдонах                                                        | Номинация                                                              |                                                                        |
| Премия британского независимого кино (2017)                            | Лучший режиссёр                                                              | Мартин Макдонах                                                        | Номинация                                                              |                                                                        |
| Премия британского независимого кино (2017)                            | Лучшая женская роль                                                          | Фрэнсис Макдорманд                                                     | Номинация                                                              |                                                                        |
| Премия британского независимого кино (2017)                            | Лучшая мужская роль второго плана                                            | Вуди Харрельсон                                                        | Номинация                                                              |                                                                        |
| Премия британского независимого кино (2017)                            | Лучшая мужская роль второго плана                                            | Сэм Рокуэлл                                                            | Номинация                                                              |                                                                        |
| Премия британского независимого кино (2017)                            | Лучший кастинг                                                               | Сара Хелли Финн                                                        | Номинация                                                              |                                                                        |
| Премия британского независимого кино (2017)                            | Лучшая операторская работа                                                   | Бен Дэвис                                                              | Номинация                                                              |                                                                        |
| Премия британского независимого кино (2017)                            | Лучший монтаж                                                                | Джон Грегори                                                           | Победа                                                                 |                                                                        |
| Премия британского независимого кино (2017)                            | Лучшая музыка                                                                | Картер Бёруэлл                                                         | Победа                                                                 |                                                                        |
| Премия британского независимого кино (2017)                            | Лучший звук                                                                  | Йоаким Сандстрём                                                       | Номинация                                                              |                                                                        |
| Toronto Film Critics Association Awards 2017                           | Лучшая женская роль                                                          | Фрэнсис Макдорманд                                                     | Победа                                                                 |                                                                        |
| Toronto Film Critics Association Awards 2017                           | Лучший фильм                                                                 |                                                                        | Номинация                                                              |                                                                        |
| Toronto Film Critics Association Awards 2017                           | Лучший сценарий, адаптированный или оригинальный                             | Мартин Макдонах                                                        | Номинация                                                              |                                                                        |
| Toronto Film Critics Association Awards 2017                           | Лучшая мужская роль второго плана                                            | Сэм Рокуэлл                                                            | Номинация                                                              |                                                                        |
| San Francisco Film Critics Circle Awards 2017                          | Лучший фильм                                                                 |                                                                        | Номинация                                                              |                                                                        |
| San Francisco Film Critics Circle Awards 2017                          | Лучшая женская роль                                                          | Фрэнсис Макдорманд                                                     | Номинация                                                              |                                                                        |
| San Francisco Film Critics Circle Awards 2017                          | Лучшая мужская роль второго плана                                            | Сэм Рокуэлл                                                            | Номинация                                                              |                                                                        |
| San Francisco Film Critics Circle Awards 2017                          | Лучший сценарий, оригинальный                                                | Мартин Макдонах                                                        | Номинация                                                              |                                                                        |
| Boston Society of Film Critics Awards 2017                             | Лучшая мужская роль второго плана                                            | Сэм Рокуэлл                                                            | Номинация                                                              |                                                                        |
| Boston Online Film Critics Association — 2017 Awards                   | Лучшая женская роль                                                          | Фрэнсис Макдорманд                                                     | Победа                                                                 |                                                                        |
| Boston Online Film Critics Association — 2017 Awards                   | 10 лучших фильмов года                                                       |                                                                        | 8-е место                                                              |                                                                        |
| San Diego Film Critics Society Awards 2017                             | Лучший фильм                                                                 |                                                                        | Номинация                                                              |                                                                        |
| San Diego Film Critics Society Awards 2017                             | Лучший режиссёр                                                              | Мартин Макдонах                                                        | Номинация                                                              |                                                                        |
| San Diego Film Critics Society Awards 2017                             | Лучшая женская роль                                                          | Фрэнсис Макдорманд                                                     | Номинация                                                              |                                                                        |
| San Diego Film Critics Society Awards 2017                             | Лучшая мужская роль второго плана                                            | Сэм Рокуэлл                                                            | Победа                                                                 |                                                                        |
| San Diego Film Critics Society Awards 2017                             | Лучшая мужская роль второго плана                                            | Вуди Харрельсон                                                        | Номинация                                                              |                                                                        |
| San Diego Film Critics Society Awards 2017                             | Лучший оригинальный сценарий                                                 | Мартин Макдонах                                                        | Номинация                                                              |                                                                        |
| San Diego Film Critics Society Awards 2017                             | Лучший монтаж                                                                | Джон Грегори                                                           | Номинация                                                              |                                                                        |
| San Diego Film Critics Society Awards 2017                             | Лучший ансамбль                                                              |                                                                        | Номинация                                                              |                                                                        |
| Chicago Film Critics Association Awards 2017                           | Лучший фильм                                                                 |                                                                        | Номинация                                                              |                                                                        |
| Chicago Film Critics Association Awards 2017                           | Лучшая женская роль                                                          | Фрэнсис Макдорманд                                                     | Номинация                                                              |                                                                        |
| Chicago Film Critics Association Awards 2017                           | Лучшая мужская роль второго плана                                            | Сэм Рокуэлл                                                            | Номинация                                                              |                                                                        |
| Chicago Film Critics Association Awards 2017                           | Лучший оригинальный сценарий                                                 | Мартин Макдонах                                                        | Номинация                                                              |                                                                        |
| African-American Film Critics Association Awards 2017                  | Лучшая женская роль                                                          | Фрэнсис Макдорманд                                                     | Победа                                                                 |                                                                        |
| African-American Film Critics Association Awards 2017                  | 10 лучших фильмов года                                                       |                                                                        | 2-е место                                                              |                                                                        |
| Phoenix Critics Circle 2017                                            | Лучший фильм                                                                 |                                                                        | Победа                                                                 |                                                                        |
| Phoenix Critics Circle 2017                                            | Лучшая женская роль                                                          | Фрэнсис Макдорманд                                                     | Победа                                                                 |                                                                        |
| Phoenix Critics Circle 2017                                            | Лучшая мужская роль второго плана                                            | Сэм Рокуэлл                                                            | Победа                                                                 |                                                                        |
| Phoenix Critics Circle 2017                                            | Лучший сценарий                                                              | Мартин Макдонах                                                        | Победа                                                                 |                                                                        |
| St. Louis Gateway Film Critics Association Awards 2017                 | Лучший фильм                                                                 |                                                                        | Номинация                                                              |                                                                        |
| St. Louis Gateway Film Critics Association Awards 2017                 | Лучшая женская роль                                                          | Фрэнсис Макдорманд                                                     | Победа                                                                 |                                                                        |
| St. Louis Gateway Film Critics Association Awards 2017                 | Лучшая мужская роль второго плана                                            | Вуди Харрельсон                                                        | Номинация                                                              |                                                                        |
| St. Louis Gateway Film Critics Association Awards 2017                 | Лучшая мужская роль второго плана                                            | Сэм Рокуэлл                                                            | Номинация                                                              |                                                                        |
| St. Louis Gateway Film Critics Association Awards 2017                 | Лучший оригинальный сценарий                                                 | Мартин Макдонах                                                        | Номинация                                                              |                                                                        |
| St. Louis Gateway Film Critics Association Awards 2017                 | Лучший саундтрек                                                             |                                                                        | Номинация                                                              |                                                                        |
| Dallas–Fort Worth Film Critics Association Awards 2017                 | Лучший фильм                                                                 |                                                                        | Номинация                                                              |                                                                        |
| Dallas–Fort Worth Film Critics Association Awards 2017                 | Лучшая женская роль                                                          | Фрэнсис Макдорманд                                                     | Номинация                                                              |                                                                        |
| Dallas–Fort Worth Film Critics Association Awards 2017                 | Лучшая мужская роль второго плана                                            | Сэм Рокуэлл                                                            | Победа                                                                 |                                                                        |
| Dallas–Fort Worth Film Critics Association Awards 2017                 | Лучшая мужская роль второго плана                                            | Вуди Харрельсон                                                        | Номинация                                                              |                                                                        |
| Vancouver Film Critics Circle Awards 2017                              | Лучшая женская роль                                                          | Фрэнсис Макдорманд                                                     | Номинация                                                              |                                                                        |
| Vancouver Film Critics Circle Awards 2017                              | Лучшая мужская роль второго плана                                            | Сэм Рокуэлл                                                            | Номинация                                                              |                                                                        |
| Vancouver Film Critics Circle Awards 2017                              | Лучший сценарий                                                              | Мартин Макдонах                                                        | Номинация                                                              |                                                                        |
| Indiana Film Journalists Association 2017                              | Лучший фильм                                                                 |                                                                        | Номинация                                                              |                                                                        |
| Seattle Film Critics Society 2017                                      | Лучший фильм                                                                 |                                                                        | Номинация                                                              |                                                                        |
| Seattle Film Critics Society 2017                                      | Лучшая женская роль                                                          | Фрэнсис Макдорманд                                                     | Номинация                                                              |                                                                        |
| Seattle Film Critics Society 2017                                      | Лучшая мужская роль второго плана                                            | Сэм Рокуэлл                                                            | Номинация                                                              |                                                                        |
| Seattle Film Critics Society 2017                                      | Лучший актёрский ансамбль                                                    |                                                                        | Номинация                                                              |                                                                        |
| Seattle Film Critics Society 2017                                      | Лучший сценарий                                                              | Мартин Макдонах                                                        | Номинация                                                              |                                                                        |
| Southeastern Film Critics Association Awards 2017                      | Лучшая женская роль                                                          | Фрэнсис Макдорманд                                                     | Номинация                                                              |                                                                        |
| Southeastern Film Critics Association Awards 2017                      | Лучшая мужская роль второго плана                                            | Сэм Рокуэлл                                                            | Победа                                                                 |                                                                        |
| Southeastern Film Critics Association Awards 2017                      | Лучший ансамбль                                                              |                                                                        | Победа                                                                 |                                                                        |
| Southeastern Film Critics Association Awards 2017                      | 10 лучших фильмов года                                                       |                                                                        | 5-е место                                                              |                                                                        |
| Phoenix Film Critics Society Awards 2017                               | Лучший фильм                                                                 |                                                                        | Номинация                                                              |                                                                        |
| Phoenix Film Critics Society Awards 2017                               | Лучший режиссёр                                                              | Мартин Макдонах                                                        | Номинация                                                              |                                                                        |
| Phoenix Film Critics Society Awards 2017                               | Лучшая женская роль                                                          | Фрэнсис Макдорманд                                                     | Победа                                                                 |                                                                        |
| Phoenix Film Critics Society Awards 2017                               | Лучшая мужская роль второго плана                                            | Сэм Рокуэлл                                                            | Победа                                                                 |                                                                        |
| Phoenix Film Critics Society Awards 2017                               | Лучший актёрский ансамбль                                                    |                                                                        | Победа                                                                 |                                                                        |
| Phoenix Film Critics Society Awards 2017                               | Лучший оригинальный сценарий                                                 |                                                                        | Победа                                                                 |                                                                        |
| IndieWire Critic's Poll 2017                                           | Лучший фильм                                                                 |                                                                        | 9-е место                                                              |                                                                        |
| IndieWire Critic's Poll 2017                                           | Лучшая женская роль                                                          | Фрэнсис Макдорманд                                                     | 2-е место                                                              |                                                                        |
| IndieWire Critic's Poll 2017                                           | Лучшая мужская роль второго плана                                            | Сэм Рокуэлл                                                            | 2-е место                                                              |                                                                        |
| IndieWire Critic's Poll 2017                                           | Лучший сценарий                                                              | Мартин Макдонах                                                        | 5-е место                                                              |                                                                        |
| IGN Awards 2017                                                        | Лучший драматический фильм                                                   |                                                                        | Победа                                                                 |                                                                        |
| IGN Awards 2017                                                        | Лучший режиссёр                                                              | Мартин Макдонах                                                        | Номинация                                                              |                                                                        |
| IGN Awards 2017                                                        | Лучший исполнитель в кино                                                    | Фрэнсис Макдорманд                                                     | Победа                                                                 |                                                                        |
| Florida Film Critics Circle Awards 2017                                | Лучший фильм                                                                 |                                                                        | Номинация                                                              |                                                                        |
| Florida Film Critics Circle Awards 2017                                | Лучший режиссёр                                                              | Мартин Макдонах                                                        | Номинация                                                              |                                                                        |
| Florida Film Critics Circle Awards 2017                                | Лучшая женская роль                                                          | Фрэнсис Макдорманд                                                     | Номинация                                                              |                                                                        |
| Florida Film Critics Circle Awards 2017                                | Лучшая мужская роль второго плана                                            | Сэм Рокуэлл                                                            | Победа                                                                 |                                                                        |
| Florida Film Critics Circle Awards 2017                                | Лучший ансамбль                                                              |                                                                        | Победа                                                                 |                                                                        |
| Florida Film Critics Circle Awards 2017                                | Лучший оригинальный сценарий                                                 |                                                                        | Номинация                                                              |                                                                        |
| Florida Film Critics Circle Awards 2017                                | Best score                                                                   |                                                                        | Номинация                                                              |                                                                        |
| Online Film Critics Society Awards 2017                                | Лучший фильм                                                                 |                                                                        | Номинация                                                              |                                                                        |
| Online Film Critics Society Awards 2017                                | Лучшая женская роль                                                          | Фрэнсис Макдорманд                                                     | Номинация                                                              |                                                                        |
| Online Film Critics Society Awards 2017                                | Лучший оригинальный сценарий                                                 | Мартин Макдонах                                                        | Номинация                                                              |                                                                        |
| Online Film Critics Society Awards 2017                                | Лучшая мужская роль второго плана                                            | Сэм Рокуэлл                                                            | Победа                                                                 |                                                                        |
| Online Film Critics Society Awards 2017                                | Лучший ансамбль                                                              |                                                                        | Победа                                                                 |                                                                        |
| Women Film Critics Circle Awards 2017                                  | Лучшая женская роль                                                          | Фрэнсис Макдорманд                                                     | Номинация                                                              |                                                                        |
| Women Film Critics Circle Awards 2017                                  | Courage in Acting                                                            | Фрэнсис Макдорманд                                                     | Номинация                                                              |                                                                        |
| Utah Film Critics Association Awards 2017                              | Лучшая женская роль                                                          | Фрэнсис Макдорманд                                                     | Номинация                                                              |                                                                        |
| Utah Film Critics Association Awards 2017                              | Лучшая мужская роль второго плана                                            | Сэм Рокуэлл                                                            | Номинация                                                              |                                                                        |
| Utah Film Critics Association Awards 2017                              | Лучший сценарий, написанный сразу для экрана                                 | Мартин Макдонах                                                        | Номинация                                                              |                                                                        |
| Philadelphia Film Critics Circle Awards 2017                           | Лучшая мужская роль второго плана                                            | Вуди Харрельсон                                                        | Победа                                                                 |                                                                        |
| North Texas Film Critics Association 2017                              | Лучший фильм                                                                 |                                                                        | Номинация                                                              |                                                                        |
| North Texas Film Critics Association 2017                              | Лучшая женская роль                                                          | Фрэнсис Макдорманд                                                     | Победа                                                                 |                                                                        |
| North Texas Film Critics Association 2017                              | Лучшая мужская роль второго плана                                            | Сэм Рокуэлл                                                            | Победа                                                                 |                                                                        |
| AFI Awards 2017                                                        | 10 лучших фильмов года                                                       |                                                                        | Победа                                                                 |                                                                        |
| North Carolina Film Critics Association 2017                           | Лучший повествовательный фильм                                               |                                                                        | Номинация                                                              |                                                                        |
| North Carolina Film Critics Association 2017                           | Лучший режиссёр                                                              | Мартин Макдонах                                                        | Номинация                                                              |                                                                        |
| North Carolina Film Critics Association 2017                           | Лучший оригинальный сценарий                                                 | Мартин Макдонах                                                        | Номинация                                                              |                                                                        |
| North Carolina Film Critics Association 2017                           | Лучшая мужская роль второго плана                                            | Вуди Харрельсон                                                        | Номинация                                                              |                                                                        |
| North Carolina Film Critics Association 2017                           | Лучшая мужская роль второго плана                                            | Сэм Рокуэлл                                                            | Номинация                                                              |                                                                        |
| North Carolina Film Critics Association 2017                           | Лучшая женская роль                                                          | Фрэнсис Макдорманд                                                     | Номинация                                                              |                                                                        |
| North Carolina Film Critics Association 2017                           | Tar Heel Award                                                               |                                                                        | Номинация                                                              |                                                                        |
| Capri, Hollywood Awards 2017                                           | Лучшая женская роль                                                          | Фрэнсис Макдорманд                                                     | Победа                                                                 |                                                                        |
| Capri, Hollywood Awards 2017                                           | Лучшая мужская роль второго плана                                            | Сэм Рокуэлл                                                            | Победа                                                                 |                                                                        |
| Capri, Hollywood Awards 2017                                           | Лучший оригинальный сценарий                                                 | Мартин Макдонах                                                        | Победа                                                                 |                                                                        |
| Las Vegas Film Critics Society Awards 2017                             | Лучший фильм                                                                 |                                                                        | Победа                                                                 |                                                                        |
| Las Vegas Film Critics Society Awards 2017                             | Лучшая женская роль                                                          | Фрэнсис Макдорманд                                                     | Победа                                                                 |                                                                        |
| Las Vegas Film Critics Society Awards 2017                             | Лучшая мужская роль второго плана                                            | Сэм Рокуэлл                                                            | Победа                                                                 |                                                                        |
| Las Vegas Film Critics Society Awards 2017                             | Лучший оригинальный сценарий                                                 | Мартин Макдонах                                                        | Победа                                                                 |                                                                        |
| Las Vegas Film Critics Society Awards 2017                             | Лучший ансамбль                                                              |                                                                        | Победа                                                                 |                                                                        |
| Nevada Film Critics Society 2017                                       | Лучший фильм                                                                 |                                                                        | Победа                                                                 |                                                                        |
| Nevada Film Critics Society 2017                                       | Лучшая мужская роль второго плана                                            | Сэм Рокуэлл                                                            | Победа                                                                 |                                                                        |
| Nevada Film Critics Society 2017                                       | Лучший оригинальный сценарий                                                 | Мартин Макдонах                                                        | Победа                                                                 |                                                                        |
| Oklahoma Film Critics Circle Awards 2018                               | Лучшая мужская роль второго плана                                            | Сэм Рокуэлл                                                            | Номинация                                                              |                                                                        |
| Oklahoma Film Critics Circle Awards 2018                               | Most Disappointing Film                                                      |                                                                        | Победа                                                                 |                                                                        |
| AACTA Awards 2017                                                      | Лучший фильм                                                                 |                                                                        | Победа                                                                 |                                                                        |
| AACTA Awards 2017                                                      | Лучшая женская роль                                                          | Фрэнсис Макдорманд                                                     | Номинация                                                              |                                                                        |
| AACTA Awards 2017                                                      | Лучшая мужская роль второго плана                                            | Сэм Рокуэлл                                                            | Победа                                                                 |                                                                        |
| AACTA Awards 2017                                                      | Лучшая женская роль второго плана                                            | Эбби Корниш                                                            | Номинация                                                              |                                                                        |
| AACTA Awards 2017                                                      | Лучший сценарий                                                              | Мартин Макдонах                                                        | Победа                                                                 |                                                                        |
| Оскар 2018                                                             | Лучший фильм                                                                 |                                                                        | Номинация                                                              |                                                                        |
| Оскар 2018                                                             | Лучшая женская роль                                                          | Фрэнсис Макдорманд                                                     | Победа                                                                 |                                                                        |
| Оскар 2018                                                             | Лучшая мужская роль второго плана                                            | Вуди Харрельсон                                                        | Номинация                                                              |                                                                        |
| Оскар 2018                                                             | Лучшая мужская роль второго плана                                            | Сэм Рокуэлл                                                            | Победа                                                                 |                                                                        |
| Оскар 2018                                                             | Лучший оригинальный сценарий                                                 | Мартин Макдонах                                                        | Номинация                                                              |                                                                        |
| Оскар 2018                                                             | Лучший монтаж                                                                | Джон Грегори                                                           | Номинация                                                              |                                                                        |
| Оскар 2018                                                             | Лучшая музыка к фильму                                                       | Картер Бёруэлл                                                         | Номинация                                                              |                                                                        |
| BAFTA 2018                                                             | Лучший фильм                                                                 |                                                                        | Победа                                                                 |                                                                        |
| BAFTA 2018                                                             | Лучший британский фильм                                                      |                                                                        | Победа                                                                 |                                                                        |
| BAFTA 2018                                                             | Лучшая режиссура                                                             | Мартин Макдонах                                                        | Номинация                                                              |                                                                        |
| BAFTA 2018                                                             | Лучший оригинальный сценарий                                                 | Мартин Макдонах                                                        | Победа                                                                 |                                                                        |
| BAFTA 2018                                                             | Лучшая женская роль                                                          | Фрэнсис Макдорманд                                                     | Победа                                                                 |                                                                        |
| BAFTA 2018                                                             | Лучшая мужская роль второго плана                                            | Вуди Харрельсон                                                        | Номинация                                                              |                                                                        |
| BAFTA 2018                                                             | Лучшая мужская роль второго плана                                            | Сэм Рокуэлл                                                            | Победа                                                                 |                                                                        |
| BAFTA 2018                                                             | Лучшая операторская работа                                                   | Бен Дейвис                                                             | Номинация                                                              |                                                                        |
| BAFTA 2018                                                             | Лучший монтаж                                                                | Джон Грегори                                                           | Номинация                                                              |                                                                        |
| Houston Film Critics Society Awards 2017                               | Лучший фильм                                                                 |                                                                        | Номинация                                                              |                                                                        |
| Houston Film Critics Society Awards 2017                               | Лучшая женская роль                                                          | Фрэнсис Макдорманд                                                     | Номинация                                                              |                                                                        |
| Houston Film Critics Society Awards 2017                               | Лучшая мужская роль второго плана                                            | Сэм Рокуэлл                                                            | Победа                                                                 |                                                                        |
| Houston Film Critics Society Awards 2017                               | Лучший сценарий                                                              | Мартин Макдонах                                                        | Номинация                                                              |                                                                        |
| Золотой глобус 2018                                                    | Лучший фильм — драма                                                         |                                                                        | Победа                                                                 |                                                                        |
| Золотой глобус 2018                                                    | Лучшая режиссура                                                             | Мартин Макдонах                                                        | Номинация                                                              |                                                                        |
| Золотой глобус 2018                                                    | Лучший сценарий                                                              | Мартин Макдонах                                                        | Победа                                                                 |                                                                        |
| Золотой глобус 2018                                                    | Лучшая актриса в драматическом фильме                                        | Фрэнсис Макдорманд                                                     | Победа                                                                 |                                                                        |
| Золотой глобус 2018                                                    | Лучший актёр второго плана                                                   | Сэм Рокуэлл                                                            | Победа                                                                 |                                                                        |
| Золотой глобус 2018                                                    | Лучшая музыка к фильму                                                       | Картер Бёруэлл                                                         | Номинация                                                              |                                                                        |
| Austin Film Critics Association Awards 2017                            | Лучший фильм                                                                 |                                                                        | Номинация                                                              |                                                                        |
| Austin Film Critics Association Awards 2017                            | Лучшая женская роль                                                          | Фрэнсис Макдорманд                                                     | Победа                                                                 |                                                                        |
| Austin Film Critics Association Awards 2017                            | Лучшая мужская роль второго плана                                            | Сэм Рокуэлл                                                            | Номинация                                                              |                                                                        |
| Austin Film Critics Association Awards 2017                            | Лучший оригинальный сценарий                                                 | Мартин Макдонах                                                        | Номинация                                                              |                                                                        |
| Austin Film Critics Association Awards 2017                            | 10 лучших фильмов года                                                       |                                                                        | 4-е место                                                              |                                                                        |
| Black Film Critics Circle Awards                                       | Лучшая женская роль                                                          | Фрэнсис Макдорманд                                                     | Победа                                                                 |                                                                        |
| National Society of Film Critics Awards 2017                           | Лучшая женская роль                                                          | Фрэнсис Макдорманд                                                     | Номинация                                                              |                                                                        |
| National Society of Film Critics Awards 2017                           | Лучшая мужская роль второго плана                                            | Сэм Рокуэлл                                                            | Номинация                                                              |                                                                        |
| Alliance of Women Film Journalists 2017                                | Лучший фильм                                                                 |                                                                        | Номинация                                                              |                                                                        |
| Alliance of Women Film Journalists 2017                                | Лучший режиссёр                                                              | Мартин Макдонах                                                        | Номинация                                                              |                                                                        |
| Alliance of Women Film Journalists 2017                                | Лучший сценарий, оригинальный                                                | Мартин Макдонах                                                        | Номинация                                                              |                                                                        |
| Alliance of Women Film Journalists 2017                                | Лучшая женская роль                                                          | Фрэнсис Макдорманд                                                     | Победа                                                                 |                                                                        |
| Alliance of Women Film Journalists 2017                                | Лучшая мужская роль второго плана                                            | Сэм Рокуэлл                                                            | Номинация                                                              |                                                                        |
| Alliance of Women Film Journalists 2017                                | Лучший актёрский ансамбль — кастинг-директор                                 | Сара Финн                                                              | Номинация                                                              |                                                                        |
| Alliance of Women Film Journalists 2017                                | Actress Defying Age and Ageism                                               | Фрэнсис Макдорманд                                                     | Номинация                                                              |                                                                        |
| Alliance of Women Film Journalists 2017                                | Bravest Performance                                                          | Фрэнсис Макдорманд                                                     | Номинация                                                              |                                                                        |
| Iowa Film Critics Awards 2018                                          | Лучшая женская роль                                                          | Фрэнсис Макдорманд                                                     | Номинация                                                              |                                                                        |
| Iowa Film Critics Awards 2018                                          | Лучшая мужская роль второго плана                                            | Сэм Рокуэлл                                                            | Номинация                                                              |                                                                        |
| Iowa Film Critics Awards 2018                                          | Best Original Score                                                          |                                                                        | Победа                                                                 |                                                                        |
| Critics’ Choice Movie Awards 2017                                      | Лучший фильм                                                                 |                                                                        | Номинация                                                              |                                                                        |
| Critics’ Choice Movie Awards 2017                                      | Лучший режиссёр                                                              | Мартин Макдонах                                                        | Номинация                                                              |                                                                        |
| Critics’ Choice Movie Awards 2017                                      | Лучший оригинальный сценарий                                                 | Мартин Макдонах                                                        | Номинация                                                              |                                                                        |
| Critics’ Choice Movie Awards 2017                                      | Лучшая женская роль                                                          | Фрэнсис Макдорманд                                                     | Победа                                                                 |                                                                        |
| Critics’ Choice Movie Awards 2017                                      | Лучшая мужская роль второго плана                                            | Сэм Рокуэлл                                                            | Победа                                                                 |                                                                        |
| Critics’ Choice Movie Awards 2017                                      | Лучший актёрский ансамбль                                                    |                                                                        | Победа                                                                 |                                                                        |
| Golden Tomato Awards                                                   | Лучший комедийный фильм 2017                                                 |                                                                        | 2-е место                                                              |                                                                        |
| Georgia Film Critics Association 2017                                  | Лучший фильм                                                                 |                                                                        | Номинация                                                              |                                                                        |
| Georgia Film Critics Association 2017                                  | Лучшая женская роль                                                          | Фрэнсис Макдорманд                                                     | Номинация                                                              |                                                                        |
| Georgia Film Critics Association 2017                                  | Лучшая мужская роль второго плана                                            | Вуди Харрельсон                                                        | Номинация                                                              |                                                                        |
| Georgia Film Critics Association 2017                                  | Лучшая мужская роль второго плана                                            | Сэм Рокуэлл                                                            | Номинация                                                              |                                                                        |
| Georgia Film Critics Association 2017                                  | Лучший оригинальный сценарий                                                 | Мартин Макдонах                                                        | Номинация                                                              |                                                                        |
| Georgia Film Critics Association 2017                                  | Лучший ансамбль                                                              |                                                                        | Победа                                                                 |                                                                        |
| Central Ohio Film Critics Association Awards 2017                      | Лучший фильм                                                                 |                                                                        | 6-е место                                                              |                                                                        |
| Central Ohio Film Critics Association Awards 2017                      | Лучший режиссёр                                                              | Мартин Макдонах                                                        | Номинация                                                              |                                                                        |
| Central Ohio Film Critics Association Awards 2017                      | Лучшая женская роль                                                          | Фрэнсис Макдорманд                                                     | Номинация                                                              |                                                                        |
| Central Ohio Film Critics Association Awards 2017                      | Лучшая мужская роль второго плана                                            | Сэм Рокуэлл                                                            | Номинация                                                              |                                                                        |
| Central Ohio Film Critics Association Awards 2017                      | Лучший ансамбль                                                              |                                                                        | Номинация                                                              |                                                                        |
| Central Ohio Film Critics Association Awards 2017                      | Actor of the Year (for an exemplary body of work)                            | Вуди Харрельсон                                                        | Номинация                                                              |                                                                        |
| Central Ohio Film Critics Association Awards 2017                      | Лучший оригинальный сценарий                                                 | Мартин Макдонах                                                        | Номинация                                                              |                                                                        |
| Central Ohio Film Critics Association Awards 2017                      | Best Score                                                                   | Картер Бёруэлл                                                         | Номинация                                                              |                                                                        |
| Palm Springs International Film Festival 2018                          | Spotlight Award. Актёр                                                       | Сэм Рокуэлл                                                            | Победа                                                                 |                                                                        |
| Американское общество специалистов по кастингу 2018                    | STUDIO OR INDEPENDENT — DRAMA                                                | Сара Финн, Меган Льюис, Ханна Купер                                    | Победа                                                                 |                                                                        |
| Гильдия продюсеров Америки 2017                                        | Лучший театральный фильм                                                     | Грэм Бродбент, Питер Чернин, Мартин Макдонах                           | Номинация                                                              |                                                                        |
| Премия Гильдии киноактёров США 2018                                    | Лучший актёрский состав в игровом кино                                       |                                                                        | Победа                                                                 |                                                                        |
| Премия Гильдии киноактёров США 2018                                    | Лучшая женская роль                                                          | Фрэнсис Макдорманд                                                     | Победа                                                                 |                                                                        |
| Премия Гильдии киноактёров США 2018                                    | Лучшая мужская роль второго плана                                            | Сэм Рокуэлл                                                            | Победа                                                                 |                                                                        |
| Премия Гильдии киноактёров США 2018                                    | Лучшая мужская роль второго плана                                            | Вуди Харрельсон                                                        | Номинация                                                              |                                                                        |
| Американская ассоциация монтажёров 2018                                | Лучший монтаж художественного фильма — комедия или мюзикл                    | Джон Грегори                                                           | Номинация                                                              |                                                                        |
| Art Directors Guild Awards 2017                                        | Excellence in Production Design for a Contemporary Film                      | Инбал Вайнберг                                                         | Номинация                                                              |                                                                        |
| Премия Лондонского кружка кинокритиков 2018                            | Лучший фильм                                                                 |                                                                        | Победа                                                                 |                                                                        |
| Премия Лондонского кружка кинокритиков 2018                            | Лучший британский/ирландский фильм                                           |                                                                        | Номинация                                                              |                                                                        |
| Премия Лондонского кружка кинокритиков 2018                            | Лучшая женская роль                                                          | Фрэнсис Макдорманд                                                     | Победа                                                                 |                                                                        |
| Премия Лондонского кружка кинокритиков 2018                            | Лучшая мужская роль второго плана                                            | Вуди Харрельсон                                                        | Номинация                                                              |                                                                        |
| Премия Лондонского кружка кинокритиков 2018                            | Лучшая мужская роль второго плана                                            | Сэм Рокуэлл                                                            | Номинация                                                              |                                                                        |
| Премия Лондонского кружка кинокритиков 2018                            | Лучший режиссёр                                                              | Мартин Макдонах                                                        | Номинация                                                              |                                                                        |
| Премия Лондонского кружка кинокритиков 2018                            | Лучший сценарист                                                             | Мартин Макдонах                                                        | Победа                                                                 |                                                                        |
| Dorian Awards 2018                                                     | Лучший сценарий                                                              | Мартин Макдонах                                                        | Номинация                                                              |                                                                        |
| Dorian Awards 2018                                                     | Лучшая женская роль                                                          | Фрэнсис Макдорманд                                                     | Номинация                                                              |                                                                        |
| Dorian Awards 2018                                                     | Лучшая мужская роль второго плана                                            | Сэм Рокуэлл                                                            | Номинация                                                              |                                                                        |
| Премия Гильдии режиссёров Америки 2017                                 | Выдающаяся режиссура — Полнометражный фильм                                  | Мартин Макдонах                                                        | Номинация                                                              |                                                                        |
| Society of Operating Cameramen 2018                                    | Художественный фильм                                                         | Стивен Кампанелли                                                      | Номинация                                                              |                                                                        |
| AARP 2018                                                              | Лучший фильм                                                                 |                                                                        | Номинация                                                              |                                                                        |
| AARP 2018                                                              | Лучшая женская роль                                                          | Фрэнсис Макдорманд                                                     | Номинация                                                              |                                                                        |
| AARP 2018                                                              | Лучшая мужская роль второго плана                                            | Вуди Харрельсон                                                        | Номинация                                                              |                                                                        |
| Evening Standard British Film Awards 2018                              | Лучший сценарий                                                              | Мартин Макдонах                                                        | Номинация                                                              |                                                                        |
| Спутник 2018                                                           | Лучший фильм                                                                 |                                                                        | Победа                                                                 |                                                                        |
| Спутник 2018                                                           | Лучшая женская роль                                                          | Фрэнсис Макдорманд                                                     | Номинация                                                              |                                                                        |
| Спутник 2018                                                           | Лучшая мужская роль второго плана                                            | Сэм Рокуэлл                                                            | Победа                                                                 |                                                                        |
| Спутник 2018                                                           | Лучший оригинальный сценарий                                                 | Мартин Макдонах                                                        | Победа                                                                 |                                                                        |
| Спутник 2018                                                           | Лучшая операторская работа                                                   | Бен Дэвис                                                              | Номинация                                                              |                                                                        |
| Спутник 2018                                                           | Лучший монтаж                                                                | Джон Грегори                                                           | Номинация                                                              |                                                                        |
| Online Film & Television Association 2018                              | Лучший фильм                                                                 |                                                                        | Номинация                                                              |                                                                        |
| Online Film & Television Association 2018                              | Лучшая женская роль                                                          | Фрэнсис Макдорманд                                                     | Номинация                                                              |                                                                        |
| Online Film & Television Association 2018                              | Лучшая мужская роль второго плана                                            | Сэм Рокуэлл                                                            | Победа                                                                 |                                                                        |
| Online Film & Television Association 2018                              | Лучший ансамбль                                                              |                                                                        | Победа                                                                 |                                                                        |
| Online Film & Television Association 2018                              | Лучший кастинг                                                               |                                                                        | Победа                                                                 |                                                                        |
| Online Film & Television Association 2018                              | Лучший оригинальный сценарий                                                 |                                                                        | Номинация                                                              |                                                                        |
| Online Film & Television Association 2018                              | Лучший трейлер                                                               |                                                                        | Номинация                                                              |                                                                        |
| Humanitas Prize 2018                                                   | Feature — Drama                                                              |                                                                        | Номинация                                                              |                                                                        |
| Motion Picture Sound Editors 2018                                      | Outstanding Achievement in Sound Editing — Dialogue and ADR for Feature Film | Джоаким Сандстрём, Мэтью Скелдинг, Брайен Боулс                        | Номинация                                                              |                                                                        |
| Гильдия художников по костюмам 2017                                    | Excellence in Contemporary Film                                              | Мелисса Тот                                                            | Номинация                                                              |                                                                        |
| Make-Up Artists and Hair Stylists Guild 2018                           | Feature Motion Picture: Best Contemporary Hair Styling                       | Сьюзан Баффингтон, Сидни Корнелл                                       | Номинация                                                              |                                                                        |
| Village Voice Film Poll 2017                                           | Лучшее выступление                                                           | Фрэнсис Макдорманд                                                     | 8-е место                                                              |                                                                        |
| Village Voice Film Poll 2017                                           | Лучшее выступление второго плана                                             | Сэм Рокуэлл                                                            | 8-е место                                                              |                                                                        |
| Village Voice Film Poll 2017                                           | Лучший сценарий                                                              | Мартин Макдонах                                                        | 4-е место                                                              |                                                                        |
| Независимый дух 2017                                                   | Лучший сценарий                                                              | Мартин Макдонах                                                        | Номинация                                                              |                                                                        |
| Независимый дух 2017                                                   | Лучшая женская роль                                                          | Фрэнсис Макдорманд                                                     | Победа                                                                 |                                                                        |
| Независимый дух 2017                                                   | Лучшая мужская роль второго плана                                            | Сэм Рокуэлл                                                            | Победа                                                                 |                                                                        |
| 2018 Gold Derby Awards                                                 | Лучший фильм                                                                 |                                                                        | Номинация                                                              |                                                                        |
| 2018 Gold Derby Awards                                                 | Лучшая женская роль                                                          | Фрэнсис Макдорманд                                                     | Победа                                                                 |                                                                        |
| 2018 Gold Derby Awards                                                 | Лучшая мужская роль второго плана                                            | Сэм Рокуэлл                                                            | Победа                                                                 |                                                                        |
| 2018 Gold Derby Awards                                                 | Лучший оригинальный сценарий                                                 | Мартин Макдонах                                                        | Номинация                                                              |                                                                        |
| 2018 Gold Derby Awards                                                 | Лучший ансамбль                                                              |                                                                        | Номинация                                                              |                                                                        |
| Империя 2018                                                           | Лучший триллер                                                               |                                                                        | Номинация                                                              |                                                                        |
| Империя 2018                                                           | Лучшая женская роль                                                          | Фрэнсис Макдорманд                                                     | Номинация                                                              |                                                                        |
| Империя 2018                                                           | Лучший сценарий                                                              | Мартин Макдонах                                                        | Номинация                                                              |                                                                        |
| Сатурн 2018                                                            | Лучший триллер                                                               |                                                                        | Победа                                                                 |                                                                        |
| Сатурн 2018                                                            | Лучшая женская роль                                                          | Фрэнсис Макдорманд                                                     | Номинация                                                              |                                                                        |
| Location Managers Guild Awards 2018                                    | Outstanding Locations in Contemporary Film                                   | Роберт Фоулкс                                                          | Номинация                                                              |                                                                        |